# SPARC Tシリーズ
SPARC Tシリーズファミリという名前は、SPARC V9アーキテクチャによるRISCプロセッサと、これらを搭載したサーバーコンピュータの両方のことを指す。元々、サン・マイクロシステムズが開発し、オラクルがサンを買収した後はオラクルによって開発が続けられた。以前のSPARC製品との際立った違いは、チップマルチスレッディング（CMT）テクノロジを導入したことである。このマルチスレッディング、マルチコアデザインは、低消費電力でプロセッサの使用率を高めることを目的としていた。
第一世代のTシリーズプロセッサであるUltraSPARC T1とこれを搭載したサーバは、2005年12月に発表された。 後の世代が導入されると、「Tシリーズ」という用語はプロセッサのファミリ全体を指すために使用されるようになった。 

## オラクル以前の時代
サン社のSun FireおよびSPARC Enterprise製品ラインは、早期世代のCMT技術を採用していた。 UltraSPARC T1ベースのSun Fire T2000、T1000サーバは、それぞれ2005年12月、2006年初頭に発売された。 その後、UltraSPARC T2、UltraSPARC T2 PlusベースのSun SPARC Enterprise T5**0サーバ名前と一致するようにブランド名が変更された。

## SPARC T3
2010年9月、オラクルは一連のSPARC T3プロセッサベースのサーバを発表した。 これらは「SPARC T3」シリーズとしてブランド化し、「SPARC Enterprise」ブランドは廃止された。
SPARC T3シリーズのサーバのT3-1Bは、Sun Blade 6000システムに収まるブレードサーバである。他のすべてのT3ベースのサーバはラックマウントシステムの形を取っている。以降のTシリーズサーバ世代には、同じSun Blade 6000フォームファクタのブレードサーバも含まれる。
オラクルと提携していた富士通では2011年2月からSPARC TシリーズのT3-1、T3-2、T3-4、T4-1、T4-2、T4-4についてSPARC Enterprise Tシリーズのラインで販売を続けたが、2015年12月にシリーズ全製品の販売終了した。富士通は2013年のSPARC M10からブランドをSPARC Serversに変更して、引き続きSPARC Mシリーズ、Tシリーズの販売を継続した。

## SPARC T4
2011年9月26日、オラクルは一連のSPARC T4ベースのサーバを発表した。 これらのシステムは、以前のT3ベースのシステムと同じシャーシを使用していた。主な機能はT3シリーズと似ているが、次の点が異なっていた。
- T3 CPUの代わりに完全に再設計されたT4 CPUを搭載
- RAM容量が2倍になった
- 大容量記憶容量に少々変更点がある

## SPARC T5
2013年3月26日、オラクルは新しいSPARC T5マイクロプロセッサをベースにした最新のSPARCサーバを発表した。その時点で世界最速であるとされた。T5サーバでは、シングルソケットラックマウントサーバの設計は廃止され、新しい8ソケットラックマウントサーバが導入された。

## SPARC M7
2015年10月26日、オラクルは32コア、256スレッドのSPARC M7マイクロプロセッサを搭載したシステムファミリを発表した。 前世代とは異なり、TシリーズとMシリーズの両方のシステムでSPARC M7という同じプロセッサを搭載した。 M7には、第1世代のData Analytics Accelerator（DAX）エンジンが含まれていた。 DAXエンジンは、メモリ内のクエリ処理をオフロードし、リアルタイムのデータ解凍を実行した。

## SPARC M8
2017年9月18日、オラクルは、5.0GHzの32コア256スレッドSPARC M8マイクロプロセッサを搭載したシステムファミリを発表した。また、第2世代のData Analytics Accelerator（DAX）エンジンも含まれていた。

## パーティショニングと仮想化
SPARC Tシリーズサーバは、オラクルの論理ドメインテクノロジーを用いてパーティション分割できる。また、Oracle Solaris ゾーン（別名Solarisコンテナ）も仮想化機能を提供し、単一のオペレーティングシステムインスタンス内に分離された仮想サーバを作成できる。論理ドメインとSolarisゾーンを一緒に使うことで、サーバの使用率を高めることができる。

## サーバ
| モデル                 | ラック数   | 最大プロセッサ数      | プロセッサ動作周波数 | 最大搭載メモリ | 最大ディスク容量            | 一般提供開始 |
| ---------------------- | ---------- | --------------------- | -------------------- | -------------- | --------------------------- | ------------ |
| Sun Fire T1000         | 1          | 1× UltraSPARC T1      | 1.0 GHz              | 32 GB          | 1× 3.5" SATA or 2× 2.5" SAS | 2006年3月    |
| Sun Fire T2000         | 2          | 1× UltraSPARC T1      | 1.0 GHz              | 64 GB          | 4× 2.5" SAS                 | 2005年12月   |
| SPARC Enterprise T5120 | 1          | 1× UltraSPARC T2      | 1.2, 1.4 GHz         | 128 GB         | 8× 2.5" SAS                 | 2007年11月   |
| SPARC Enterprise T5140 | 1          | 2× UltraSPARC T2 Plus | 1.2, 1.4 GHz         | 128 GB         | 8× 2.5" SAS                 | 2008年4月    |
| SPARC Enterprise T5220 | 2          | 1× UltraSPARC T2      | 1.2, 1.4 GHz         | 128 GB         | 16× 2.5" SAS                | 2007年11月   |
| SPARC Enterprise T5240 | 2          | 2× UltraSPARC T2 Plus | 1.2, 1.4 GHz         | 256 GB         | 16× 2.5" SAS                | 2008年4月    |
| SPARC Enterprise T5440 | 4          | 4× UltraSPARC T2 Plus | 1.2, 1.4 GHz         | 512 GB         | 4× 2.5" SAS                 | 2008年10月   |
| SPARC T3-1             | 2          | 1× SPARC T3           | 1.65 GHz             | 128 GB         | 16× 2.5" SAS                | 2010年9月    |
| SPARC T3-1B            | na (blade) | 1× SPARC T3           | 1.65 GHz             | 128 GB         | 2× 2.5" SAS                 | 2010年9月    |
| SPARC T3-2             | 3          | 2× SPARC T3           | 1.65 GHz             | 256 GB         | 6× 2.5" SAS                 | 2010年9月    |
| SPARC T3-4             | 5          | 4× SPARC T3           | 1.65 GHz             | 512 GB         | 8× 2.5" SAS                 | 2010年9月    |
| SPARC T4-1             | 2          | 1× SPARC T4           | 2.85 GHz             | 256 GB         | 8× 2.5" SAS                 | 2011年9月    |
| SPARC T4-1B            | na (blade) | 1× SPARC T4           | 2.85 GHz             | 256 GB         | 2× 2.5" SAS                 | 2011年9月    |
| SPARC T4-2             | 3          | 2× SPARC T4           | 2.85 GHz             | 512 GB         | 6× 2.5" SAS                 | 2011年9月    |
| SPARC T4-4             | 5          | 4× SPARC T4           | 3.0 GHz              | 1024 GB        | 8× 2.5" SAS                 | 2011年9月    |
| SPARC T5-1B            | na (blade) | 1× SPARC T5           | 3.6 GHz              | 256 GB         | 2× 2.5" SAS                 | 2013年3月    |
| SPARC T5-2             | 3          | 2× SPARC T5           | 3.6 GHz              | 1 TB           | 6× 2.5" SAS                 | 2013年3月    |
| SPARC T5-4             | 5          | 4× SPARC T5           | 3.6 GHz              | 2 TB           | 8× 2.5" SAS                 | 2013年3月    |
| SPARC T5-8             | 8          | 8× SPARC T5           | 3.6 GHz              | 4 TB           | 8× 2.5" SAS                 | 2013年3月    |
| SPARC T7-1             | 2          | 1× SPARC M7           | 4.13 GHz             | 1 TB           | 8× 2.5" SAS-3               | 2015年10月   |
| SPARC T7-2             | 3          | 2× SPARC M7           | 4.13 GHz             | 2 TB           | 6× 2.5" SAS-3               | 2015年10月   |
| SPARC T7-4             | 5          | 4× SPARC M7           | 4.13 GHz             | 4 TB           | 8× 2.5" SAS                 | 2015年10月   |
| SPARC T8-1             | 2          | 1× SPARC M8           | 5.0 GHz              | 1 TB           | 8× 2.5" SAS                 | 2017年9月    |
| SPARC T8-2             | 3          | 2× SPARC M8           | 5.0 GHz              | 2 TB           | 6× 2.5" SAS                 | 2017年9月    |
| SPARC T8-4             | 5          | 4× SPARC M8           | 5.0 GHz              | 4 TB           | 6× 2.5" SAS                 | 2017年9月    |